# أنتوني وردسورث
أنتوني وردسورث (بالإنجليزية: Anthony Wordsworth)‏ (3 يناير 1989 في المملكة المتحدة - ) هو لاعب كرة قدم بريطاني في مركز الوسط. لعب مع إيبسويتش تاون وكولتشستر يونايتد ونادي روذرهام يونايتد ونادي كرولي تاون ونادي ساوثيند يونايتد.

## وصلات خارجية
- أنتوني وردسورث على موقع قاعدة بيانات كرة القدم.إي يو (الإنجليزية)
- أنتوني وردسورث على موقع Soccerbase.com (لاعب) (الإنجليزية)
- أنتوني وردسورث على موقع Soccerway.com (الإنجليزية)